# Football Club Femminile Como 2000 2011-2012
Questa pagina raccoglie i dati riguardanti il Football Club Femminile Como 2000 Associazione Sportiva Dilettantistica nella stagione 2011-2012.

## Stagione
La stagione del ritorno in Serie A inizia il 9 ottobre sul campo del Tavagnacco.
A fine anno il Como 2000 ottiene la permanenza in Serie A, con l'8º posto finale.
In Coppa Italia la squadra viene eliminata negli ottavi di finale dal Torino.

## Organico

### Rosa
Rosa, numerazione e ruoli, tratti dal sito ufficiale della società, sono aggiornati al 14 dicembre 2011.
| N. |                   | Ruolo | Calciatrice       |
| -- | ----------------- | ----- | ----------------- |
|    | Italia (bandiera) | P     | Laura Giuliani    |
|    | Italia (bandiera) | P     | Monica Zanotto    |
|    | Italia (bandiera) | D     | Rita Bertoni      |
|    | Italia (bandiera) | D     | Ilaria Bossi      |
|    | Italia (bandiera) | D     | Carolina Cannone  |
|    | Italia (bandiera) | D     | Benedetta Meroni  |
|    | Italia (bandiera) | D     | Giorgia Nespoli   |
|    | Italia (bandiera) | D     | Giada Oliviero    |
|    | Italia (bandiera) | C     | Giulia Ambrosetti |
|    | Italia (bandiera) | C     | Elena Cascarano   |

| N. |                    | Ruolo | Calciatrice        |
| -- | ------------------ | ----- | ------------------ |
|    | Italia (bandiera)  | C     | Laura Fusetti      |
|    | Italia (bandiera)  | C     | Greta Masciaga     |
|    | Italia (bandiera)  | C     | Sara Nigretti      |
|    | Italia (bandiera)  | C     | Michela Pellizzoni |
|    | Italia (bandiera)  | C     | Marta Zanini       |
|    | Nigeria (bandiera) | A     | Saidat Adegoke     |
|    | Italia (bandiera)  | A     | Monica Carminati   |
|    | Italia (bandiera)  | A     | Katia Coppola      |
|    | Italia (bandiera)  | A     | Lisa Erba          |
|    | Italia (bandiera)  | A     | Denise Mazzola     |

### Staff tecnico
| Allenatore:               | Mario Manzo     |
| Allenatore in seconda:    | Non presente    |
| Dirigente accompagnatore: | Elena Cecchetto |
| Fisioterapista:           | Andrea Bianchi  |
| Massaggiatore:            | Andrea Romanzin |

## Risultati

### Serie A

#### Girone di andata
| Arbitro: | Davide Ortona (Milano) |

|                  |           |                        |
| Coppola 25’, 82’ | Marcatori | 43’ Zuliani 62’ Parisi |

| 15 ottobre 2011 2ª giornata | Riviera di Romagna             | 0 – 0 referto | Como 2000 | \| Arbitro: \| Valerio Amadio (Ascoli Piceno) \| |
| Arbitro:                    | Valerio Amadio (Ascoli Piceno) |               |           |                                                  |

| Arbitro: | Andrea Giudici (Legnano) |

|          |           |                       |
| Erba 42’ | Marcatori | 65’ Sodini 92’ Avalle |

| Arbitro: | Francesca Campagnolo (Bassano del Grappa) |

|              |           |            |
| Chinello 91’ | Marcatori | 1’ Coppola |

| Arbitro: | Davide Curti (Milano) |

|             |           |          |
| Coppola 58’ | Marcatori | 15’ Boni |

| Arbitro: | Matteo Marchetti (Ostia Lido) |

|           |           |  |
| Couto 58’ | Marcatori |  |

| Bizzarone 26 novembre 2011 7ª giornata | Como 2000               | 0 – 0 referto | Firenze | Stadio Comunale Diego Bruga\| Arbitro: \| David Capelli (Bergamo) \| |
| Arbitro:                               | David Capelli (Bergamo) |               |         |                                                                      |

| Arbitro: | Driss Abur Elkhayr (Conegliano) |

|                  |           |                |
| Vicchiarello 61’ | Marcatori | 35’ Ambrosetti |

| Arbitro: | Nicola Andreoli (Brescia) |

|                         |           |  |
| Coppola 10’ Adegoke 92’ | Marcatori |  |

| Arbitro: | Giorgio Ermanno Minafra (Roma) |

|            |           |                           |
| Pasqui 31’ | Marcatori | 25’ Adegoke 75’ Carminati |

| Arbitro: | Stefano Cortinovis (Bergamo) |

|  |           |                             |
|  | Marcatori | 69’, 72’ Maendly 74’ Panico |

| Arbitro: | Alessandro Meleleo (Casarano) |

|  |           |             |
|  | Marcatori | 55’ Tarenzi |

| Arbitro: | Alberto Sartori (Conselve) |

|                         |           |          |
| Rocha 3’ Gabbiadini 33’ | Marcatori | 87’ Erba |

#### Girone di ritorno
| Arbitro: | Davide Ortona (Milano) |

|                                             |           |             |
| Brumana 40’, 68’, 70’ Mauro 66’ Bonetti 73’ | Marcatori | 50’ Adegoke |

| Arbitro: | Marco Trinchieri (Milano) |

|          |           |  |
| Erba 42’ | Marcatori |  |

| Arbitro: | Luca Torsello (Nichelino) |

|                      |           |  |
| Zorri 25’ Sodini 28’ | Marcatori |  |

| Arbitro: | Anna Di Nardo (Lodi) |

|                                       |           |              |
| Carminati 35’ Bertoni 48’ Mazzola 73’ | Marcatori | 54’ Cedolini |

| Arbitro: | Gianluca Bariola (Piacenza) |

|                                                                           |           |              |
| Boni 16’ Sabatino 29’ Alborghetti 41’ Cernoia 56’ Ferrandi 67’ Assoni 87’ | Marcatori | 77’ Oliviero |

| Arbitro: | Alex Cavallina (Parma) |

|                           |           |  |
| Coppola 55’ Carminati 75’ | Marcatori |  |

| Arbitro: | Ameglio Menguzzo (Arezzo) |

|  |           |                           |
|  | Marcatori | 65’ Mazzola 78’ Carminati |

| Bizzarone 14 aprile 2012 21ª giornata | Como 2000             | 0 – 0 referto | Chiasiellis | Stadio Comunale Diego Bruga\| Arbitro: \| Luca Innocenti (Lodi) \| |
| Arbitro:                              | Luca Innocenti (Lodi) |               |             |                                                                    |

| Arbitro: | Nicola Andreoli (Brescia) |

|  |           |                                                        |
|  | Marcatori | 20’ Coppola 25’ (rig.) Bertoni 31’ Pellizzoni 60’ Erba |

| Arbitro: | David Capelli (Bergamo) |

|            |           |              |
| Coppola 9’ | Marcatori | 25’ Marchese |

| Arbitro: | Alessandro Fagnani (Roma) |

|                                |           |  |
| Panico 18’ Motta 69’ Costi 83’ | Marcatori |  |

| Arbitro: | Anna Di Nardo (Lodi) |

|                                |           |  |
| Fumagalli 2’ Piccinno 10’, 32’ | Marcatori |  |

| Arbitro: | Luca Torsello (Nichelino) |

|  |           |                                           |
|  | Marcatori | 45’ Di Criscio 47’, 86’ Rocha 53’ Girelli |

### Coppa Italia

#### Primo turno
| 25 settembre 2011 | Real Meda | 0 – 3 | Como 2000 |  |

#### Secondo turno
| Bizzarone 1º ottobre 2011, ore 15:00 (CEST) | Como 2000 | 2 – 0 | Romagnano | Stadio Comunale Diego Bruga |

#### Ottavi di finale
| Venaria Reale | Torino | 4 – 3 | Como 2000 |  |